# Xavier Rius Sant
Xavier Rius Sant (Barcelona, 1959) és un periodista, mestre i escriptor català, especialitzat en temàtiques de drets humans, conflictes internacionals, món àrab, immigració, ultradreta i terrorisme. Ha estat col·laborador del Diari de Barcelona, El Periódico de Catalunya, El País, El Independiente, El Mundo, El Observador, El Punt Avui i Nació Digital. També ha col·laborat als setmanaris El Triangle i El Temps, i al programa Planta Baixa de TV3. A la COM Ràdio dirigia l'espai Conflictes del Món. És conegut per publicar abundant informació sobre moviments d'extrema dreta al seu blog personal on a més de publicar els articles que escriu en diferents diaris i revistes, publica articles i reportatges de text i fotos sobre immigració, ultradreta, terrorisme gihadista, món àrab, conflictes internacionals, política catalana, i notícies de la comarca del Moianès. A més, de tot això, Xavier Rius Sant ha exercit 32 anys de professor de primària i secundària.

## Trajectòria
De jove va participar en els moviments pacifistes i d'objecció de consciència, fenomen sobre el qual ha publicat diversos llibres i estudis, el primer dels quals l'any 1988, La Objeción de Conciencia, motivacions historia y legislación actual, i Guía práctica del objetor.
Des de l'any 1991 s'ha vist implicat en la confusió entre la seva persona i el periodista llavors també expert en temàtiques de defensa i interior, Xavier Tejedor Rius, quatre anys més jove, i que escrivia dels mateixos temes, el qual va decidir invertir l'ordre dels seus cognoms i no signar més amb el cognom patern Tejedor.
De l'any 1989 a 1995 col·laborà amb el Centro de Investigación para la Paz (CIP), amb seu a Madrid, participant en diversos capítols en l'anuari sobre pau i conflictes que publicava el CIP, i participà activament en el debat polític i social sobre el servei militar obligatori que acabaria desapareixent l'any 2001.
Com a analista s'implicà en articles contra la Guerra del Golf, en favor d'una intervenció internacional a Bòsnia, la creació d'un Tribunal Internacional a les guerres de l'antiga Iugoslàvia, i participà en el projecte humanitari de solidaritat de Barcelona amb Bòsnia, Districte11, impulsat per Pasqual Maragall.

Sobre els conflictes dels Balcans i dels països àrabs i islàmics publicà nombrosos reportatges d'anàlisi i fotogràfics. Posteriorment, va fer un seguiment des de diversos diaris de l'evolució de la Primavera Àrab i l'Estat Islàmic. Sent el fet migratori una de les altres temàtiques sobre les quals ha publicat diversos llibres, defensant la regularització d'immigrants sense papers i criticant la Llei d'Estrangeria i els Centres d'Internament d'Estrangers.

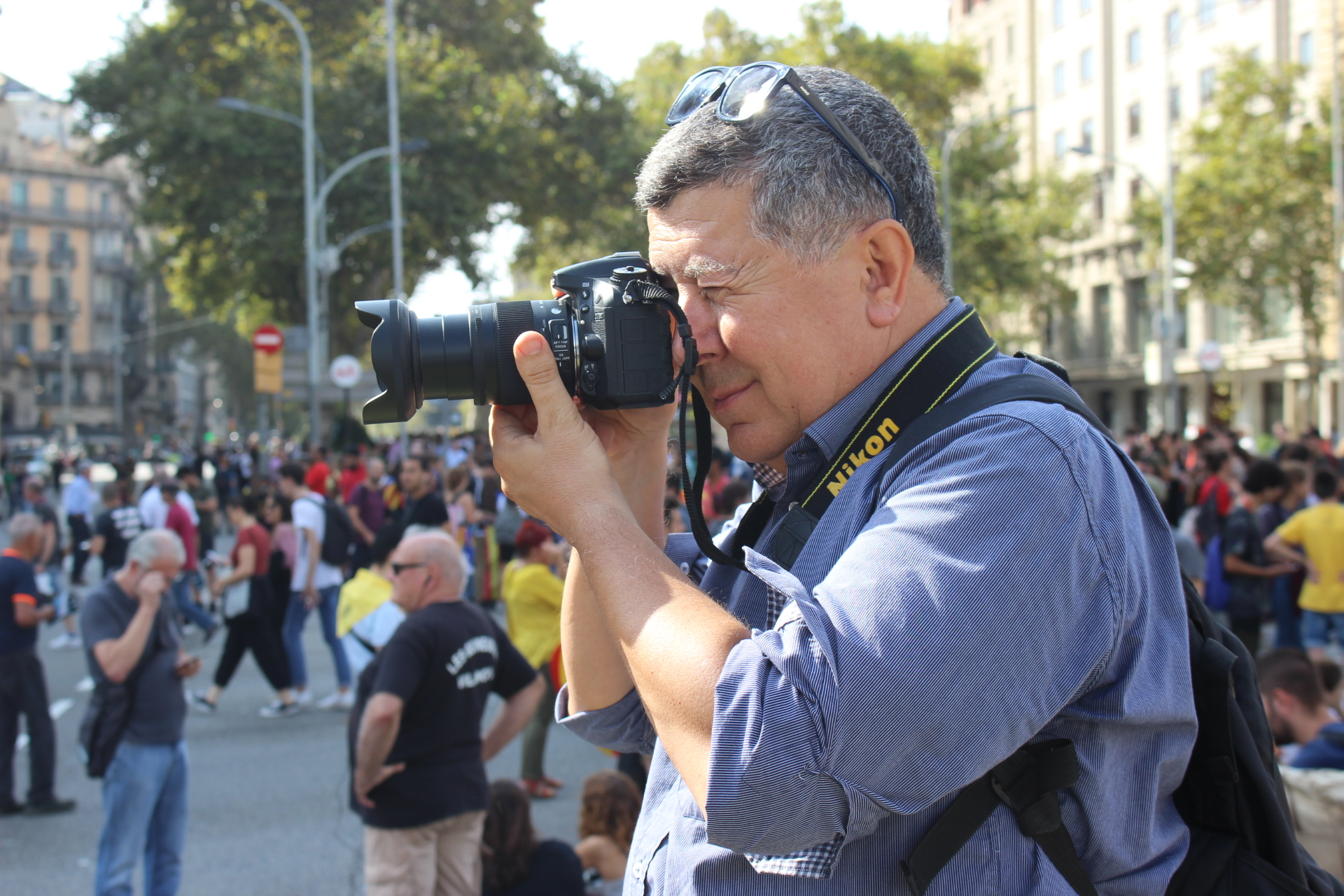
Xavier Rius Sant fotografiant uns manifestants

També ha fet un seguiment de la ultradreta i els grups neonazis a l'Estat espanyol, publicant l'any 2011 el llibre Xenofòbia a Catalunya, centrat en l'auge electoral del partit xenòfob Plataforma per Catalunya a les eleccions municipals de maig de 2011. Arran d'això, patí reiterades amenaces a les xarxes socials i, l'any 2012, el president del partit, Josep Anglada, interposà contra ell diverses querelles criminals i denúncies, que foren arxivades o desestimades per l'Audiència Provincial de Barcelona. També ha estat objecte de pintades amenaçadores per part de grups neonazis. El novembre de 2021 va ser objecte d'amenaces de mort després de la seva intervenció al programa Equipo de Investagación de La Sexta, que va motivar una alerta de Safety Journalist Plataform, i també de la Plataforma del Consell d'Europa que vetlla per la seguretat dels periodistes.
L'any 2012 va publicar la novel·la Amor a la Carta, però els anys posteriors ha seguit publicant llibres d'investigació sobre l'extrema dreta com Els ultres són aquí. De Plataforma per Catalunya a Vox l'any 2022 i Vox: el retorno de los ultras que nunca se fueron l'any 2023.

## Llibres
- Rius, Xavier. La objeción de conciencia: motivaciones, historia y legislación actual; contiene la guía práctica del objetor, 1988. ISBN 978-84-85351-83-1.
- Rius Sant, Xavier. Servei Militar i Objecció de Conciència.  Barcanova, 1993, p. 128. ISBN 9788475338972.
- Rius Sant, Xavier. El libro de la inmigración en España. 1. ed.  Córdoba: Almuzara, 2007. ISBN 978-84-96710-63-4.
- Rius Sant, Xavier. A vista de pájaro. 1ª ed., p. 124.
- Rius Sant, Xavier. Xenofòbia a Catalunya. 1. ed.  Barcelona: Edicions de 1984, 2011. ISBN 978-84-92440-69-6.[18]
- Rius Sant, Xavier. Amor a la carta.  RAIMA EDICIONS, 2012, p. 176. ISBN 9788496700246.[15]
- Rius Sant, Xavier. Els ultres són aquí. De Plataforma per Catalunya a Vox.  Pòrtic Edicions, 12 gener 2022, p. 296. ISBN 9788498095135.[19]
- Rius Sant, Xavier. Vox: el retorno de los ultras que nunca se fueron.  Madrid: Akal, 2023. ISBN 978-84-460-5307-1.
- Rius Sant, Xavier. Aliança Catalana.  Icaria Editorial, 2025, p. 282. ISBN 9788410328549.